# Cernay-la-Ville
Cernay-la-Ville är en kommun i departementet Yvelines i regionen Île-de-France i norra Frankrike. Kommunen ligger i kantonen Chevreuse som tillhör arrondissementet Rambouillet. År 2022 hade Cernay-la-Ville 1 526 invånare.

## Befolkningsutveckling
Antalet invånare i kommunen Cernay-la-Ville
| Referens: INSEE |